# Wichmar
Wichmar ist eine Gemeinde im Norden des Saale-Holzland-Kreises in Thüringen und Teil der Verwaltungsgemeinschaft Dornburg-Camburg.
Wichmar hat 213 Einwohner (Stand: 31. Dezember 2015). Zur Gemeinde gehört der Ortsteil Würchhausen.

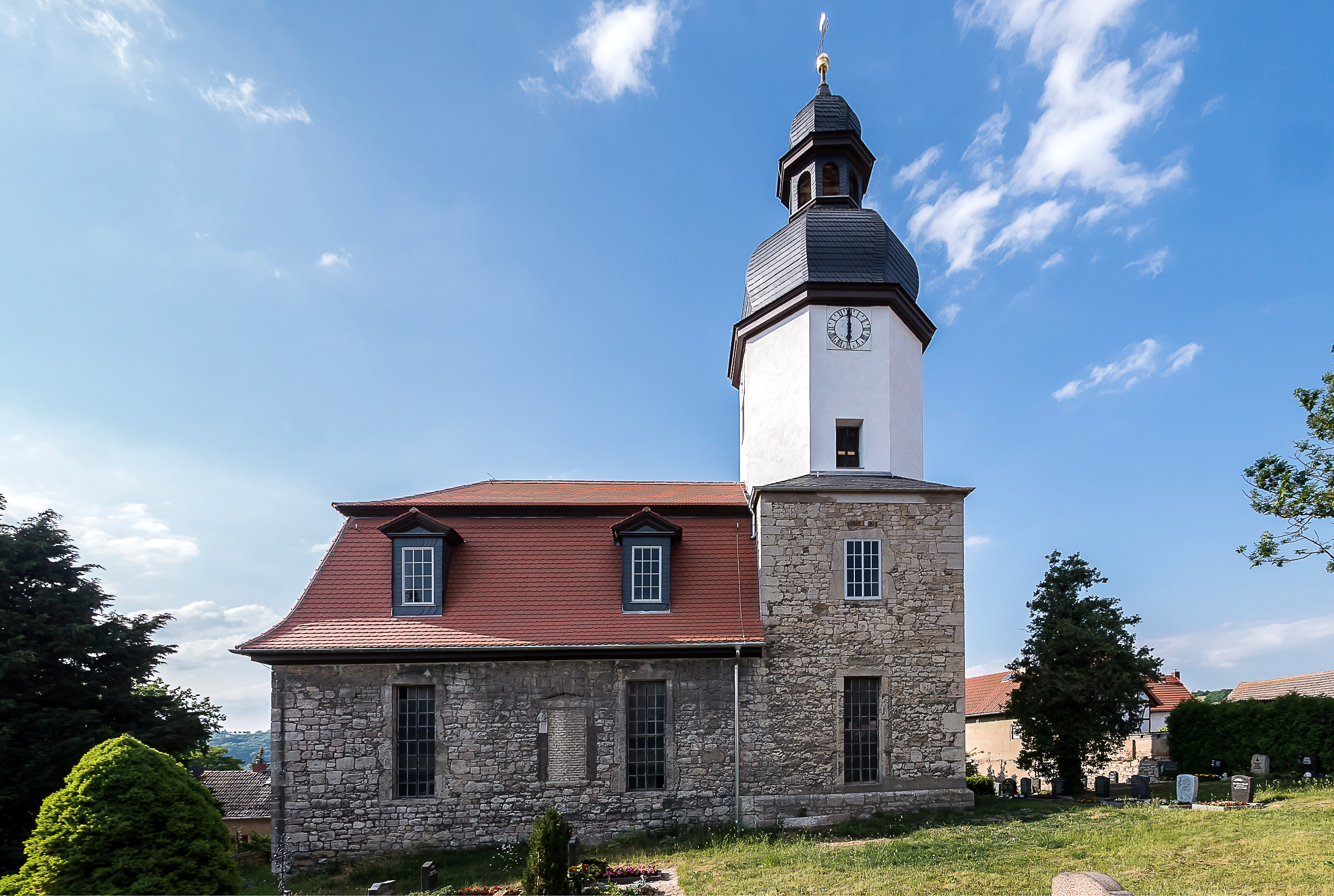
Dorfkirche

## Geografie
Wichmar liegt zwischen Jena und Camburg am Ostufer der Saale, der Ortsteil Würchhausen am Westufer. Westlich von Würchhausen erheben sich die Hügel der Ilm-Saale-Platte. Beide Ortsteile sind durch eine Saalebrücke verbunden. Südöstlich des Ortes verläuft die Bundesstraße 88. Durch den Ortsteil Würchhausen führt der Saale-Radweg.

## Geschichte
1124 wurde Wichmar urkundlich erstmals erwähnt.
Die älteste Überlieferung von Hofbesitzern stammt aus der Zeit von 1421 bis 1425. Unweit der Grümpelmühle auf dem „Rietschke“ soll ein Gräberfeld und eine vorchristliche Opferstätte gelegen haben.
Wichmar gehörte zum wettinischen Amt Camburg, welches aufgrund mehrerer Teilungen im Lauf seines Bestehens unter der Hoheit verschiedener Ernestinischer Herzogtümer stand. 1826 kam der Ort als Teil der Exklave Camburg vom Herzogtum Sachsen-Gotha-Altenburg zum Herzogtum Sachsen-Meiningen. Von 1922 bis 1939 gehörte der Ort zur Kreisabteilung Camburg.

## Feuerwehr
Bereits nach dem großen Brand in Wichmar am 13. Juli 1731, bei dem bis auf vier Häuser das ganze Dorf samt Schule, Pfarre und Kirche niederbrannte, begann man in Wichmar eine Feuerwehr aufzustellen.
Vor dem großen Dorfbrand gab es in Wichmar an Feuerrüstung nichts weiter als etliche Leitern.
Um 1800 hatte Wichmar eine streng gegliederte Pflichtfeuerwehr von 45 Mann. Jeder männliche Einwohner zwischen dem 18. und 45. Lebensjahr unterlag der Pflicht, in der Feuerwehr zu dienen, an Ausbildungen, Übungen und Brandeinsätzen teilzunehmen. Jedes Fernbleiben wurde bestraft. Das Dorf kaufte sich als eines der ersten in der Grafschaft eine für damalige Zeiten hochmoderne Schlauchdruckspritze.
Auch heute hat die Gemeinde Wichmar für ihre Verhältnisse eine sehr moderne Freiwillige Feuerwehr. 2012 wurde ein neues Feuerwehrhaus gebaut und ein TSF-W (Tragkraftspritzenfahrzeug mit Wassertank) angeschafft.

## Persönlichkeiten
- Georg Götze (1633–1699), lutherischer Theologe

## Kirche
→ Siehe auch Dorfkirche Wichmar